# East Island
Pour les articles homonymes, voir Île de l'Est.
L'East Island (Île de l'Est) était un îlot inhabité du banc de sable de la Frégate française, long de 800 mètres et large de 120 mètres, situé dans la réserve marine de Papahānaumokuākea (Hawaï). Constituée de gravier et de sable, d'une superficie d'environ 44 000 m2 (4,4 hectares), l'île a été engloutie lors du passage de l’ouragan Walaka (en) en octobre 2018.
Âgée de 1000 à 2000 ans, selon les estimations des climatologues de l'université d'Hawaï qui l'étudiaient, elle était le deuxième plus grand îlot du banc de sable de la Frégate française et jouait un rôle important dans la biodiversité locale en abritant des espèces menacées telles que des tortues vertes et des phoques moines,.
En 2018, les scientifiques n'excluaient pas la réapparition de l'île, ce qui semble être en train de se réaliser : elle a retrouvé les 3/5e de sa surface, et les tortues vertes et les phoques moines ont recommencé à nidifier sur l’île.

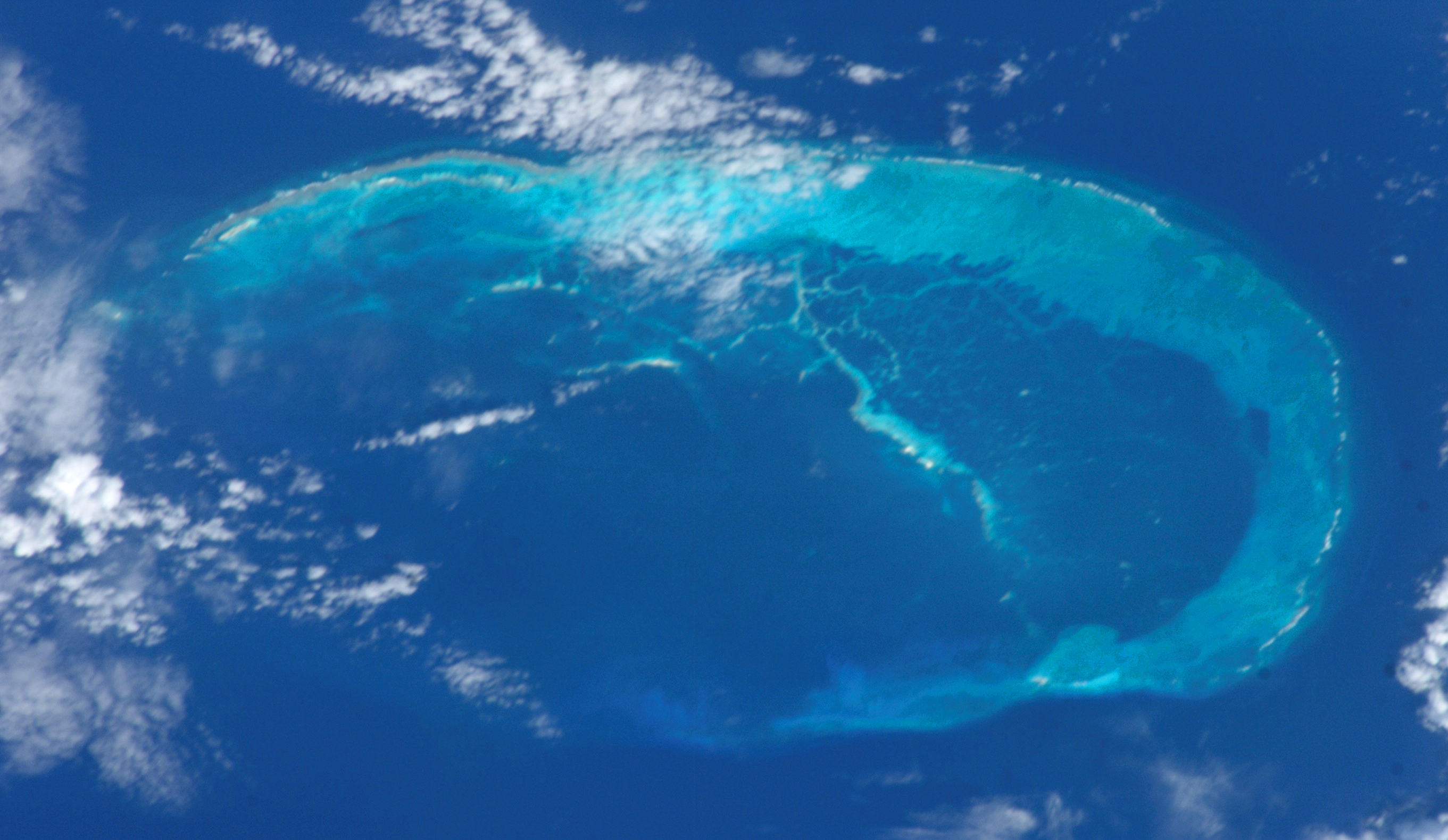
Banc de sable de la Frégate française.
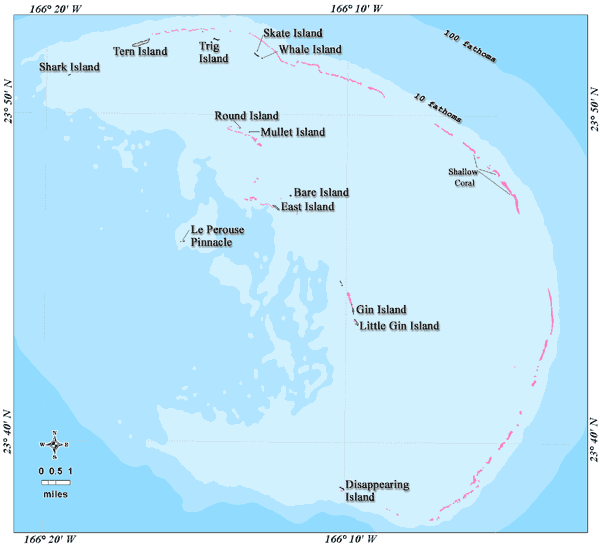
Banc de sable de la Frégate française.